# الواگنی
الواگنی (به فرانسوی: Allouagne) یک کمون در فرانسه است که در پا-دو-کاله واقع شده‌است.

## خصوصیات
الواگنی ۷٫۸۱ کیلومترمربع مساحت و ۳٬۰۹۵ نفر جمعیت دارد و ۵۰ متر بالاتر از سطح دریا واقع شده‌است.